# 세스코
세스코는 대한민국의 해충방제 전문 기업이다. 1976년 설립 당시 이름은 '전우방제공업주식회사'이다. 이후 1990년 '(주)전우방제', 2000년에 '세스코'(CESCO)로 상호를 변경하였다.

## 연혁

### 창업기
- 1976.08 회사설립 등기
- 1976.12 최초의 방제업무 개시
- 1979.01 국제방역협회(NPCA) 가입
- 1979.10 본사 이전(서울 강남구 삼성동)
- 1983.10 기술연구소 준공(경기도 안산시 반월공단)
- 1984.10 본사 청사 이전(서울 강동구 둔촌동)
- 1985.11 방역사업 우수법인 표창장 수상(서울특별시장)
- 1987.03 납세우수법인 표창(국세청장)
- 1988.10 아태방역연합회 정회원 가입
- 1990.03 (주)전우방제로 본사 상호 변경
- 1990.11 전순표 회장, (사)한국방역협회 제3대 회장 취임
- 1990.11 <쥐의 생태와 방제> 출간
- 1993.03 성실 납세 의무 모범 표창장 수상(강동세무서장)
- 1993.04 전순표 회장, 국민훈장 목련장 수상
- 1993.09 아태방역협회 회장 취임
- 1994.01 전 업무 전산화 도입
- 1994.08 대전엑스포 공로상 수상(상공자원부 장관)
- 1995.03 팀제 운영 도입
- 1995.05 제1기 전우맨 방제기술 교육 실시
- 1995.10 아태방역협회 서울 총회 주관

### 도약기
- 1996.06 재창업 CI발대식, 병자년 쥐/바퀴 위령제 개최(동국대 만해광장)
- 1997.04 전순표 회장, 아태방역협회 종신제 명예회장 추대
- 1997.07 전산시스템 세스넷(CESNET) 개통
- 1999.11 방제서비스 전 분야 국제표준규격 ISO 9002 인증 획득
- 2000.07 대중매체 광고 시작
- 2001.08 팬클럽 창단
- 2001.09 해충방제 건물에 청결마크 부착
- 2003.09 중국 상해 현지법인 설립
- 2004.12 보건복지부 표창(전염병관리 우수기업)

### 성장기
- 2007.05 세스코 멤버스존 런칭
- 2009.02 PG시스템 가동
- 2009.03 인공지능 방제시스템 '세스넷2.0' 구축
- 2009.03 증평 바이오 물류 공장 설립, 약제 생산 본격화
- 2009.08 중국 북경지사 설립
- 2009.11 지역본부제 시행
- 2009.12 비래해충용 포충장비 '피닉스' '썬더블루' 론칭
- 2010.10 세스코 홈 멤버스 존 론칭
- 2012.06 모의관제실 개설
- 2013.01 표준업무 메뉴얼 'CAWS' 구축
- 2013.03 구서용 실내 장비 '바이퍼' '블루치즈' 개발
- 2013.12 식품안전교육센터 오픈
- 2014.02 중국 서안지사 설립
- 2014.11 세스코 터치센터 설립, 사옥 이전
- 2014.11 이물분석센터 출범
- 2014.12 베트남 호치민지사
- 2015.02 중국 광주지사 설립
- 2015.07 환경위생용품 론칭
- 2015.08 바이러스 박테리아 살균전문 서비스 VBC(Virus & Bacteria Control) 프로그램 실시
- 2015.11 증평공장 증설 'CESCO Tech Valley' 구축

### 혁신기
- 2016.03 전순표 회장, 금탑산업훈장 수훈
- 2016.03 이물분석센터, 국제공인시험기관 KOLAS 인증
- 2016.04 전찬혁 대표이사 사장, 제3의 창업 선언
- 2016.04 베트남 하노이지사 설립
- 2016.05 식품위생 인증 마크 '화이트 세스코' 론칭
- 2016.12 창립 40주년 행사 및 신사업 브랜드 선포식
- 2017.06 세스코 공기질 안심관리 솔루션 브랜드 '세스코에어' 론칭

## 참고 문헌
- http://www.fnnews.com/news/201802201749537161